# إدوارد دوق إدنبرة
الأمير إدوارد، دوق إدنبرة، (بالإنجليزية: Prince Edward, Duke of Edinburgh)‏ ولد في 10 مارس 1964 وهو أحد أعضاء العائلة المالكة البريطانية وهو الابن الأصغر والثالث للملكة إليزابيث الثانية ملكة المملكة المتحدة والأمير فيليب دوق إدنبرة. تزوج في عام 1999 من صوفي ريز جونز (التي أصبحت كونتيسة وسكس بعد الزواج) ولديهما طفلان: الليدي لويز ويندسور (ولدت 8 نوفمبر 2003) وجيمس، إيرل وسكس (ولد في 17 ديسمبر 2007). على الرغم من أن ادوارد من المفترض أن يحمل لقب دوق لكونه ابن الملكة، ولويز وجيمس قانونياً يعتبران أميرة وأمير لأنهما حفيدي الملكة من السلالة الذكورية. إلا أنه لرغبة إدوارد وصوفي هما يحملان لقب إيرل وكونتيسة وسكس منذ زفافهما وهو لقب أصغر أما طفليهما يحملان القاب لأبناء نبيل غير ملكي. لأنهما يريدان أن يعيشا مع طفليها " حياة طبيعية قدر الإمكان "، ويمكن للويز وجيمس أن يطلبا تغيير لقبيهما إلى أمير وأميرة من وسكس إذا بلغا السن القانوني.
ولد إدوارد في قصر بكنغهام، ودرس في مدرسة هيذرداون وحصل على مؤهلات المستوى المتقدم في غوردونستون، ثم أمضى استراحةً لمدة سنة درّس خلال فترة منها في نيوزيلندا. تخرج في كلية يسوع في جامعة كامبريدج عام 1986 بدرجة بكالوريوس الآداب في التاريخ. بعد قضاء فترة وجيزة في مشاة البحرية الملكية، عمل إدوارد مساعدًا في الإنتاج المسرحي في شركة ريلي يوسفول ثياتر قبل المساعدة في الإنتاج التلفزيوني، وأسّس لاحقًا شركته الخاصة، آردنت برودكشنز.
استقال الإيرل من الشركة في عام 2002 ليبدأ مهامه بدوام كامل كعضو عامل في العائلة المالكة، ويضطلع بالالتزامات بالنيابة عن الملكة. وهو يتولى رعاية أكثر من 70 جمعية خيرية ومنظمة، من ضمنها مسرح الشباب الوطني، وتحالف الرياضة والترفيه، والجمعية البارالمبية البريطانية. يركز عمله الخيري على الفنون وألعاب القوى وتطوير جائزة دوق إدنبرة التي تُمنح في مجال اللياقة البدنية والرفاهية وخدمة المجتمع.
أصبح الأمير إدوارد إيرل وسكس قبل الزواج من صوفي ريز جونز في عام 1999. أنجب الثنائي طفلين: الليدي لويز وندسور وجيمس فيكونت سيفيرن. حصل على لقب إضافي هو إيرل فورفار في عام 2019، في 2023م مع عيد ميلاد إدوارد ال 59 عاماً منحه شقيقه الملك شارلز الثالث لقب دوق إدنبرة، وهي دوقية كان يشغلها والدهما سابقا، الذي توفي في عام 2021، ثم لفترة وجيزة من قبل تشارلز نفسه.

## نشأته وتعليمه
ولد الأمير إدوارد في 10 مارس 1964 في قصر بكنغهام بلندن، وهو الصبي الثالث والطفل الرابع والأصغر لإليزابيث الثانية والأمير فيليب دوق إدنبرة. عمّده عميد وندسور روبن وودز في 2 مايو 1964 في الكنيسة الخاصة بقصر وندسور.
كما هو الحال مع إخوته الأكبر سنًا، عُيِّنت معلمة لرعاية إدوارد وكانت مسؤولة عن تعليمه المبكر في قصر بكنغهام قبل التحاقه بمدرسة جيبس في كينزينغتون. في سبتمبر 1972، التحق بمدرسة هيذرداون، بالقرب من أسكوت في باركشير. في وقت لاحق، انتقل -كما فعل والده وإخوته الأكبر سنًا قبله- إلى غوردونستون، في شمال اسكتلندا، وعُيِّن ممثلًا لمدرسته في فصله الأخير. حصل إدوارد على تقدير سي وتقديرين دي في مؤهلات المستوى المتقدم، وبعد مغادرة المدرسة أمضى استراحة لمدة سنة في الخارج حيث عمل معلمًا في المنزل ومعلمًا مبتدئًا لفصلين دراسيين في مدرسة وانغانوي كوليجيت في نيوزيلندا.
عند عودته إلى بريطانيا، التحق إدوارد بكلية يسوع في كامبريدج حيث درس التاريخ. أثار قبوله في كامبريدج بعض الجدل. تخرج إدوارد في عام 1986 بدرجة بكالوريوس الآداب (بمرتبة الشرف الثانية الدنيا).

## مرحلة ما بعد الجامعة

### مشاة البحرية الملكية
بعد مغادرة الجامعة في عام 1986، التحق الأمير إدوارد بمشاة البحرية الملكية التي دفعت 12,000 جنيه إسترليني من أجل دراسته في جامعة كامبريدج بشرط الخدمة فيها مستقبلًا. في يناير 1987، انسحب إدوارد من دورة الكوماندوز الشاقة بعد أن أكمل ثلث التدريب الذي مدته 12 شهرًا. ذكرت وسائل الإعلام أن هذه الخطوة أثارت سخط الأمير فيليب الذي كان آنذاك قائدًا عامًا في مشاة البحرية الملكية و«جعل ابنه يشعر بحالة سيئة»، بينما ذكر آخرون أن فيليب كان أكثر أفراد الأسرة تفهمًا لقرار ابنه.

### المسرح والتلفزيون
بعد مغادرة مشاة البحرية، اختار إدوارد العمل في مجال الترفيه. وطلب من أندرو لويد ويبر وتيم رايس إعداد المسرحية الموسيقية كريكيت عام 1986 للاحتفال بعيد ميلاد والدته الستين، ما جعل شركة لويد ويبر ريلي يوسفول ثياتر تعرض عليه العمل حيث عمل مساعد إنتاج في المسرحيات الموسيقية مثل شبح الأوبرا وقطار ضوء النجوم السريع والقطط. وفي أثناء وجوده هناك قابل الممثلة روثي هينشال التي واعدها مدة ثلاث سنوات.
كان برنامج مسابقة الضربة القاضية الكبرى -المعروف باسمه غير الرسمي إنها الضربة الملكية القاضية- أول تجربة يخوضها إدوارد في الإنتاج التلفزيوني في 15 يونيو 1987، وفيه تنافست أربعة فرق برعاية إدوارد والأميرة الملكية ودوق يورك ودوقة يورك لمساعدة المنظمات الخيرية. انتُقد البرنامج من قبل وسائل الإعلام والجمهور، وورد في وقت لاحق أن الملكة عارضت هذا الحدث، إذ نصحت حاشيتها بعدم الإقدام على هذه الخطوة. جمع البرنامج أكثر من 1,000,000 جنيه إسترليني للمؤسسات الخيرية التي اختار دعمها.

### آردنت برودكشنز
في عام 1993، أسس إدوارد شركة الإنتاج التلفزيوني آردنت برودكشنز. شاركت آردنت في إنتاج عدد من الأفلام الوثائقية والدرامية، واتُّهم إدوارد في وسائل الإعلام باستخدام علاقاته الملكية لتحقيق مكاسب مالية، في حين أشار بعض المطّلعين بشؤون الإنتاج إلى الشركة بأنها «هزل حزين» بسبب الضعف الملحوظ في احترافية عملياتها. كتب آندي بيكيت في صحيفة الغارديان «إن مشاهدة بث إذاعي من إنتاج آردنت بضع ساعات هو كالدخول إلى مملكة غريبة حيث ما يزال الرجال في بريطانيا يرتدون ربطات العنق، ويتوجهون في حديثهم إلى الكاميرا بلباس الكريكيت، ويشبك الناس أيديهم خلف ظهورهم كالحراس. وتغصّ الفواصل بإعلانات عن التجنيد العسكري».
لاقت أعمال آردنت استحسانًا أكبر في الولايات المتحدة، وحقّق فيلم وثائقي أنتجه إدوارد عن عم والدته إدوارد الثامن (دوق وندسور الراحل) في عام 1996 مبيعاتٍ كبيرة في جميع أنحاء العالم. ومع ذلك، أبلغتْ الشركة عن خسائر في كل عام عملتْ فيه، باستثناء العام الذي لم يتقاض فيه إدوارد راتبًا. زُعم لاحقًا أن مصوّرَين من شركة آردنت انتهكا خصوصية ابن شقيق إدوارد، الأمير ويليام، عندما كان يدرس في جامعة سانت أندروز في سبتمبر 2001، وهذا مخالف لأخلاقيات هذا المجال فيما يتعلق بخصوصية أفراد العائلة المالكة؛ أثارت هذه الحادثة حسب ما ورد غضب والد ويليام، تشارلز أمير ويلز. في مارس 2002، أعلن إدوارد أنه سيستقيل من عمله كمدير إنتاج ومدير عام مشترك لشركة آردنت للتركيز على واجباته العامة ودعم الملكة في ذكرى اليوبيل الذهبي لها. تفكّكت شركة آردنت برودكشنز طواعية في يونيو 2009، وتقلّصت الأصول إلى 40 جنيهًا إسترلينيًا فقط.

## الزواج والأطفال
في عام 1994، قابل إدوارد صوفي ريز جونز التي كانت آنذاك مديرة تنفيذية للعلاقات العامة في شركتها الخاصة. أُعلنت خطوبتهما في 6 يناير 1999. تقدّم إدوارد لخطبة صوفي بخاتم خطوبة من أسبري وجارارد بقيمة تقديرية 105,000 جنيه إسترليني: ألماسة بيضاوية تزن قيراطين وعلى جانبيها حجران كريمان على شكل قلب مرصعان بالذهب الأبيض عيار 18 قيراط.
أُقيم حفل زفافهما في 19 يونيو 1999 في كنيسة القديس جورج في قلعة وندسور، وكان هذا خروجًا عن حفلات زفاف أخويه الأكبر التي كانت أحداثًا رسمية كبيرة في دير وستمنستر أو كاتدرائية القديس بولس، وانتهت بالطلاق. حصل الأمير إدوارد في يوم زفافه على لقب إيرل وسكس، بالإضافة إلى لقب فيكونت سيفيرن (المشتق من الجذور الويلزية لعائلة الكونتيسة) خروجًا عن التقليد الذي يُمنح فيه أبناء الملك لقب الدوق الملكي. ومع ذلك، كُشف عن رغبة الملكة في ترقيته من رتبة إيرل إلى دوق إدنبرة بعد أن يعود لقب الدوقية الذي حصل عليه الأمير فيليب منذ عام 1947 إلى التاج (بعد وفاة الدوق والملكة الحاليين)، وفي منح أبنائه ألقاب أبناء الإيرل، بدلًا من لقب الأمير/ة وصاحب/ة السمو الملكي.

## روابط خارجية
- إدوارد، إيرل وسكس على موقع IMDb (الإنجليزية)
- إدوارد، إيرل وسكس على موقع الموسوعة البريطانية (الإنجليزية)
- إدوارد، إيرل وسكس على موقع مونزينجر (الألمانية)
- إدوارد، إيرل وسكس على موقع إن إن دي بي (الإنجليزية)
- إدوارد، إيرل وسكس على موقع قاعدة بيانات الفيلم (الإنجليزية)